# Бинеман фон Биненштам
Бинеман фон Биненштам (нем. Bienemann von Bienenstamm) — дворянский род остзейского происхождения.

## Происхождение и история рода
Согласно «Генеалогическому справочнику курляндского рыцарства» историка Оскара Ставенхагена, род Биненштам прослеживается в Либаве (ныне Лиепая) с 1712 года, но в более поздних источниках упоминается и 1622 год. 
Род внесён в список дворянских родов Курляндской губернии.

## Известные представители
- Бинеман, Василий Фёдорович (1795—1842) — художник.
- Бинеманн, Фридрих Густав (1860 — 1915) — историк, писатель, редактор журнала «Baltische Monatschriften».

## Описание герба
В голубом поле золотой улей между семью золотыми пчелами (3+2+2). Щит увенчан дворянским коронованным шлемом. Нашлемник — возникающий рыцарь в серебряных латах с непокрытой головой, в правой полусогнутой руке держит зеленый с листьями стебель с тремя красными цветами. Намет голубой с золотом.